# 弗拉基米尔·克拉斯诺波利斯基
弗拉基米尔·阿列克谢耶维奇·克拉斯诺波利斯基（俄语：Владимир Аркадьевич Краснопольский，1933年6月14日—2022年9月23日），苏联及俄罗斯电影导演、编剧。

## 生平
1933年生于葉卡捷琳堡。1955年毕业于乌拉尔国立大学历史和语言文学学院。1961年至1963年，担任斯维尔德洛夫斯克电影制片厂导演。1963年毕业于格拉西莫夫电影学院。1964年开始担任莫斯科电影制片厂导演。1971年加入苏联共产党。代表作《父与子》《法外》《在雾中射击》等。他从1963年至2015年的所有导演和编剧作品都与表弟瓦列里·乌斯科夫合作完成的。
2022年9月23日在莫斯科逝世，终年89岁。

## 荣誉
- 俄罗斯苏维埃联邦社会主义共和国功勋艺术工作者荣誉称号（1978年）
- 苏联国家奖（1979年）
- 列宁共青团奖（1980年）
- 俄罗斯苏维埃联邦社会主义共和国人民艺术家荣誉称号（1983年）
- 荣誉勋章（1997年）[5]
- 四级祖国功勋勋章（2004年）[6]
- 三级祖国功勋勋章（2013年）